# ФК СЕОЛ
ФК СЕОЛ (мађ. Szegedi Egységes Oktatási Labdarúgó Sport Club или SZEOL SC) је фудбалски клуб из Сегедина, Мађарска.

## Историја
Клуб је основан је 1993. године под именом „Тиса Волан СЦ”. Овај назив је носио до 1. јула 2014. године. Истовремено са гашењем компаније Тиса Волан, назив клуба је промењен у „Спортски клуб Сегеди Еђшегеш Октаташи Лабдаруго” од 1. јула 2014. године.
Сегедински фудбалски клуб Уједињеног образовања дебитовао је у сезони 2016/17. Националног првенства у Мађарској другој лиги.